# پرتوشناسی عصبی مداخله‌ای

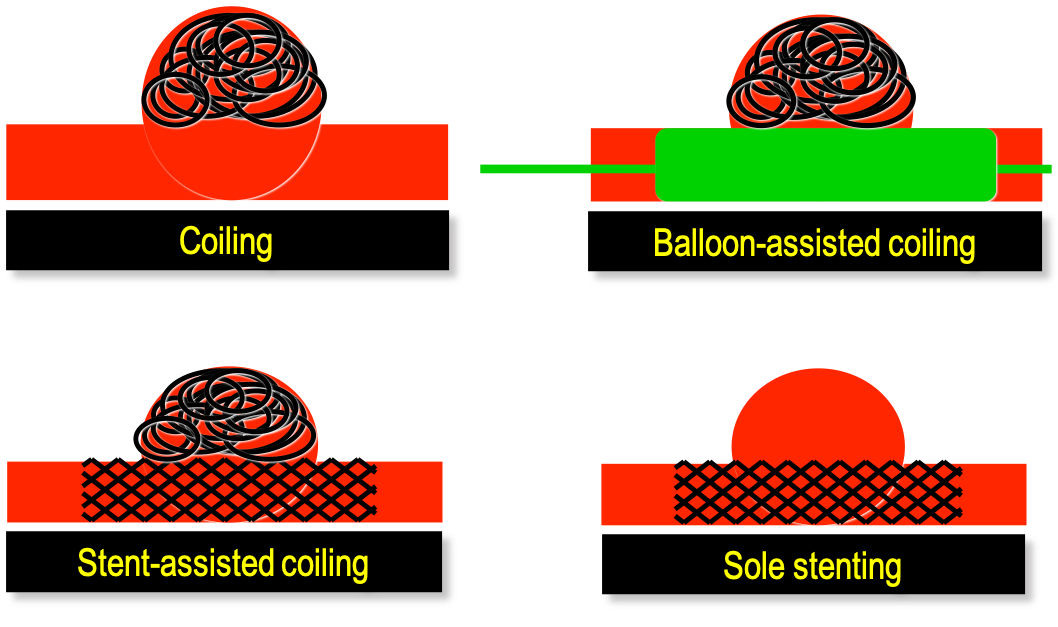
روش های اندوواسکولار برای آنوریسم های داخل جمجمه

پرتوشناسی عصبی مداخله‌ای (Interventional Neuroradiology) یا رادیولوژی عصبی مداخله‌ی یا نرورادیولوژی عروقی مداخله‌ای یا جراحی عروقی مغز، یک فوق تخصص در پزشکی (رادیولوژی، جراحی مغز و اعصاب، و عصب‌شناسی) است که با بهره‌بردن از روش‌های تصویربرداری عصبی و روش‌های کم‌تهاجم جراحی، به تشخیص و درمان بیماری‌ها در مغز و گردن و ستون فقرات می‌پردازد.
برخی از مشکلات و بیماری‌هایی که عموماً با این روش درمان می‌شوند شامل آنوریسم‌ها، ناهنجاری‌های شریانی و وریدی، سکته مغزی، و تومورهای سر و گردن می‌باشند.
در نرورادیولوژی عروقی مداخله‌ای، پزشک با ایجاد یک برش کوچک معمولاً در ناحیه کشاله ران از طریق شریان و به‌وسیله یک لوله به‌نام کاتتر ماده حاجب و دارو را به قسمت مورد نظر می‌رساند. همچنین، در برخی موارد لازم است قطعاتی مانند استنت‌ها برای ترمیم عروق با همین روش جایگذاری شوند.
از مزایای این روش می‌توان به کاهش درد و زمان بستری اشاره کرد.